# Adorazione (film 2019)
Adorazione (Adoration) è un film del 2019 scritto e diretto da Fabrice Du Welz.
La pellicola, un thriller psicologico che ruota attorno ai temi dell'amore e dei disturbi mentali in una coppia di adolescenti, ha ottenuto sei candidature ai premi Magritte 2022, tra cui miglior film e miglior regia per Du Welz.

## Accoglienza
Il film ha ricevuto recensioni entusiastiche da parte della critica di settore. Su Rotten Tomatoes, un aggregatore delle più rilevanti pubblicazioni in ambito cinematografico, la pellicola ha ottenuto un grado di apprezzamento di 93/100, sulla base di 15 recensioni.

## Riconoscimenti
- 2019 – Sindacato belga della critica cinematografica[2]
  - Miglior film a Fabrice Du Welz
- 2021 – Sindacato francese della critica cinematografica
  - Miglior film francofono
- 2019 – Locarno Film Festival[3]
  - Candidatura al Variety Piazza Grande Award
- 2022 – Premio Magritte[4]
  - Candidatura come miglior film
  - Candidatura come miglior regista a Fabrice Du Welz
  - Candidatura come migliore attore non protagonista a Benoît Poelvoorde
  - Candidatura come migliore promessa femminile a Fantine Harduin
  - Candidatura come migliore fotografia a Manuel Dacosse
  - Candidatura come migliore colonna sonora a Vincent Cahay
- 2019 – Premio Méliès[5]
  - Candidatura come miglior film
- 2020 – Sitges Film Festival[5]
  - Miglior film fantastico
  - Migliore fotografia a Manuel Dacosse
  - Premio speciale della giuria a Fabrice Du Welz
  - Premio speciale a Thomas Gioria e Fantine Harduin
  - Candidatura come miglior film